# Jaan Kross
Jaan Kross (Tallin; 19 de febrero de 1920-27 de diciembre de 2007) fue uno de los escritores más destacados de Estonia y candidato varias veces al Premio Nobel de Literatura durante la década de 1990.

## Comienzos
Nacido en Tallin, Estonia, hijo de un hábil trabajador del metal, Jaan Kross estudió en la Escuela de Gramática Jakob Westholm, y asistió a la Universidad de Tartu (1938-1945) y se graduó de la Facultad de Derecho. Enseñó allí como profesor hasta 1946, y de nuevo como profesor de Artes Liberales en 1998.
En 1940, cuando Kross tenía 20 años, la Unión Soviética invadió y posteriormente ocupó los tres países bálticos: Estonia, Letonia y Lituania, y envió a todos sus gobiernos a Siberia. Luego, en 1941, los alemanes nazis invadieron y se apoderaron del país, lo que constituyó un breve respiro para muchos de la población (excepto, por supuesto, los judíos estonios), pero los estonios pronto se dieron cuenta de que los nazis alemanes eran tan malos como los comunistas soviéticos. Después de todo, estos dos poderes incluso tuvieron una tregua de corta duración, cuando ambos firmaron el Pacto Molotov-Ribbentrop. Hitler y Stalin dividieron Europa Oriental en un protocolo secreto dentro de este pacto, y los países bálticos pasaron a formar parte de la participación de Stalin.
Kross fue arrestado por primera vez por los alemanes durante seis meses en 1944 durante la ocupación alemana de Estonia (1941-1944), sospechoso de lo que se denominó "nacionalismo", es decir, promoción de la independencia de Estonia. Luego, el 5 de enero de 1946, cuando Estonia volvió a formar parte de la Unión Soviética, fue arrestado por las autoridades de ocupación soviéticas que lo tuvieron detenido en el sótano de la sede de la NKVD, y luego lo mantuvieron en prisión en Tallin, finalmente, en octubre de 1947, deportándolo al gulag en Vorkuta, Rusia. Pasó un total de ocho años en esta parte del norte de Rusia, seis trabajando en las minas en el campo de trabajo de Inta, luego haciendo trabajos más fáciles, más dos años aún viviendo como deportado, pero sin embargo en un campo de trabajo forzado. A su regreso a Estonia en 1954 se convirtió en escritor profesional, sobre todo porque sus estudios de derecho durante la independencia de Estonia no tenían ningún valor en absoluto, ya que la ley soviética prevalecía.
Al principio, Kross escribió poesía, aludiendo a una serie de fenómenos contemporáneos bajo la apariencia de escribir sobre personajes históricos. Pero pronto pasó a escribir prosa, un género que se convertiría en su principal.

## Carrera

### Reconocimiento
Kross es el escritor estonio más conocido en el ámbito nacional e internacional, también es el escritor estonio cuyas obras han sido traducidas a mayor número de idiomas. Fue candidato varias veces al Premio Nobel de Literatura, y fue distinguido como Escritor del Pueblo de la República Socialista Soviética de Estonia en 1985; y recibió el Premio del estado de Estonia en 1977. También fue distinguido con varios doctorados honorarios y decoraciones internacionales, incluida la orden más importante de Estonia y una de las órdenes más importantes de Alemania.
En 1990 Kross ganó el Golden Flame Prize otorgado por Amnistía Internacional.

### Estilo
Las novelas y cuentos cortos de Kross son casi universalmente históricos; de hecho, a menudo se le atribuye un significativo rejuvenecimiento del género de la novela histórica. La mayoría de sus trabajos tienen lugar en Estonia y tratan, por lo general, de la relación de estonios y alemanes y rusos del Báltico. Muy a menudo, la descripción de Kross de la lucha histórica de los estonios contra los alemanes del Báltico es en realidad una metáfora de la lucha contemporánea contra la ocupación soviética. Sin embargo, la aclamación de Kross internacionalmente (y nacionalmente incluso después de la recuperación de la independencia de Estonia) muestra que sus novelas también abordan temas que van más allá de tales preocupaciones; más bien, se ocupan de cuestiones de identidades mixtas, lealtad y pertenencia.
En general, El loco del zar (1978) ha sido considerada la mejor novela de Kross; también es la más traducida. También bien traducido es La partida del profesor Martens, que debido a su temática (académicos, experiencia y lealtad nacional) es muy popular en la academia y una importante "novela de profesor". Las primeras excavaciones, que tratan sobre el período de deshielo después de la muerte de Stalin, así como con la conquista danesa de Estonia en la Edad Media, y hoy consideradas por varios críticos como sus mejores obras, aún no se han traducido al inglés; sin embargo, está disponible en alemán.

## Fallecimiento
Jaan Kross murió en Tallin a la edad de 87 años el 27 de diciembre de 2007. Le sobrevivió su esposa Ellen Niit y dos niños. El presidente de Estonia, Toomas Hendrik Ilves, elogió a Kross "como conservador del idioma y la cultura de Estonia".

## Obras de Jaan Kross
- Kolme katku vahel (Entre tres plagas, 1970)
- Keisri hull (El loco del zar, 1978)
- Professor Martensi ärasõit (La partida del profesor Martens, 1984) (Fiódor Martens)
- Wikmani poisid (Los muchachos Wikman, 1988)
- Väljakaevamised (Excavaciones, 1990)
- Mesmeri ring (El círculo de Mesmer, 1995)
- Tahtamaa (2001)
- Paigallend (Treading Air, 2002)
- Kallid kaasteelised (Estimados viajeros, 2003)
- Omaeluloolisus ja alltekst (Autobiografismo y Subtextos, 2003)
- Vandenõu (La conspitacion y otras historias)